# Monte Rei (Galiza)
Monte Rei (em galego e oficialmente, Monterrei; em espanhol, Monterrey) é um município da província
de Ourense, na comunidade autónoma da Galiza, na Espanha. Tem 118,8 km² de área e em 2021 tinha 2 501 habitantes (densidade: 21,1 hab./km²).
Nasceu aqui São Francisco Blanco, um dos 26 mártires do Japão, martirizados em Nagazaki em 1597.

## Demografia
| Variação demográfica do município entre 1991 e 2004 | Variação demográfica do município entre 1991 e 2004 | Variação demográfica do município entre 1991 e 2004 | Variação demográfica do município entre 1991 e 2004 |
| --------------------------------------------------- | --------------------------------------------------- | --------------------------------------------------- | --------------------------------------------------- |
| 1991                                                | 1996                                                | 2001                                                | 2004                                                |
| 3 721                                               | 3 563                                               | 3 314                                               | 3 187                                               |

## Património
- Castelo de Monte Rei